# Glasford
Glasford – wieś w Stanach Zjednoczonych, w stanie Illinois, w hrabstwie Peoria.